# Sternska konservatoriet
Sternska konservatoriet (tyska: Stern'sches Konservatorium) var en privat musikskola i Berlin, verksam mellan 1850 och 2001. Skolan är i dag del av Universität der Künste.
Konservatoriet grundades som Berliner Musikschule av Julius Stern, Adolf Bernhard Marx och Theodor Kullak på Dorotheenstraße 54. Skolan var Berlins första musikutbildningsinstitut och stadens ledande fram till grundandet av Königlich Akademischen Hochschule für ausübende Tonkunst 1869. Valbara ämnen var inledningsvis sång, piano och komposition, och redan från begynnelsen lockade skolan utländska studenter från hela världen.
Kullak lämnade konservatoriet 1855 efter interna konflikter och uppförde egen en musikakademi, Neue Akademie der Tonkonst. När Marx tog avsked två år senare, blev Stern ensam ägare och skolan erhöll namnet Sternska konservatoriet. 1886 avled Stern och ny chef blev Jenny Meyer, som 1894 ersattes av Gustav Hollaender. Denne grundade 1906 ytterligare en musikskola i Charlottenburg på Kantstraße 8, och kvarstod som konservatoriets ledare fram till sin bortgång 1915. 1916 övertogs ledarskapet av Alexander von Fielitz. På 1930-talet tömde nazisterna alla statliga universitet på judiska elever och lärare. Judar portades från konservatoriet, men Gustav Hollaenders barn, Knut Hollaender och Susanne Landsberg, bildade 1936 en privat judisk musikskola i Charlottenburg. 1941 stängdes skolan, och syskonen Hollaender deporterades och mördades. Konservatoriet hette Konservatorium der Reichshauptstadt Berlin fram till freden 1945, då det bytte namn till Städtisches Konservatorium.
1966 ombildades det till Julius Stern-institutet och slogs samman med Hochschule für Musik und Darstellende Kunst. Sedan 2001 är den en del av musikfakulteten vid Universität der Künste. Fakulteten utbildar särskilt begåvade barn i åldrarna 9 och 19, och driver en egen kammarorkester som också ger konserter utanför universitetet.

## Ledare
- 1850–1883: Julius Stern
- 1883–1888: Robert Radecke
- 1888–1894: Jenny Meyer
- 1895–1915: Gustav Hollaender
- 1915–1930: Alexander von Fielitz
- 1930–1933: Paul Graener
- 1933–1935: Siegfried Eberhardt
- 1935–1945: Bruno Kittel
- 1946–1949: Heinz Tiessen
- 1950–1960: Hans Joachim Moser
- ca 1990–?: Ingeborg Peukert
- 1999–2009: Doris Wagner-Dix
- 2010–nuvarande: Anita Rennert

## Lärare
- Hedwig Francillo-Kaufmann, sång

- James Kwast, piano
- Friedrich Gernsheim, piano
- Friedrich Kiel, komposition
- Heinrich Zöllner, komposition
- Rudolf Breithaupt, piano
- Franz Rummel, piano
- Heinrich Ehrlich, piano
- Arnold Krug, piano
- Harald André, musikhistoria och piano
- Nikolaus Rothmühl, sång
- Alexander Heinemann, sång
- Leopold Schmidt, musikhistoria
- Wilma Neruda, violin
- Émile Sauret, violin
- Selma Nicklass-Kempner, sång
- Hans von Bülow, piano
- Hans Pfitzner, komposition
- Engelbert Humperdinck, komposition

## Alumner
- Juho Koskelo, cellist och sångare
- Aino Calonius, sångerska
- Kurt Bendix, dirigent
- Marie Götze, sångerska
- Wäinö Sola, sångare
- Eino Rautavaara, sångare
- Bruno Jorma, sångare
- Bruno Walter, dirigent
- Edwin Fischer, pianist
- Claudio Arrau, pianist
- Otto Klemperer, dirigent
- Fanny Opfer, sångerska
- Ida Salden, sångerska